# Léo-Richer LaFlèche
Léo-Richer LaFlèche, kanadski general, politik in diplomat, * 1888, † 1956.